# Franc Lipoglavšek
Franc Lipoglavšek, slovenski politik, poslanec in prometni inženir, * 8. julij 1944.

## Življenjepis
Leta 1992 je bil izvoljen v 1. državni zbor Republike Slovenije; v tem mandatu je bil član naslednjih delovnih teles:
- Komisija za poslovnik,
- Odbor za infrastrukturo in okolje,
- Odbor za notranjo politiko in pravosodje in
- Preiskovalna komisija o domnevnem škodljivem, nedopustnem in nezakonitem ter neustavnem delovanju in poslovanju Izvršnega sveta Skupščine mesta Ljubljana, izvršnih svetov Skupščin občin Postojna, Trbovlje in Izola ter vseh tistih izvršnih svetov skupščin občin, pri katerih delovanju so bile s strani Službe družbenega knjigovodstva ali drugih pristojnih državnih organov ugotovljene nepravilnosti in nezakonitosti, ter o sumu zlorabe pooblastil nekaterih javnih funkcionarjev in drugih tovrstnih nepravilnosti.